# طوم جونسون (ملحن)
طوم جونسون (بالإنجليزية: Tom Johnson)‏ (18 نوفمبر 1939 – 31 ديسمبر 2024) هو ملحن أمريكي، ولد في 18 نوفمبر 1939 في غريلي في الولايات المتحدة.

## وصلات خارجية
- الموقع الرسمي
- طوم جونسون على موقع ميوزك برينز (الإنجليزية)
- طوم جونسون على موقع أول ميوزيك (الإنجليزية)
- طوم جونسون على موقع ديسكوغز (الإنجليزية)